# St-Crépin-St-Crépinien (Bréançon)

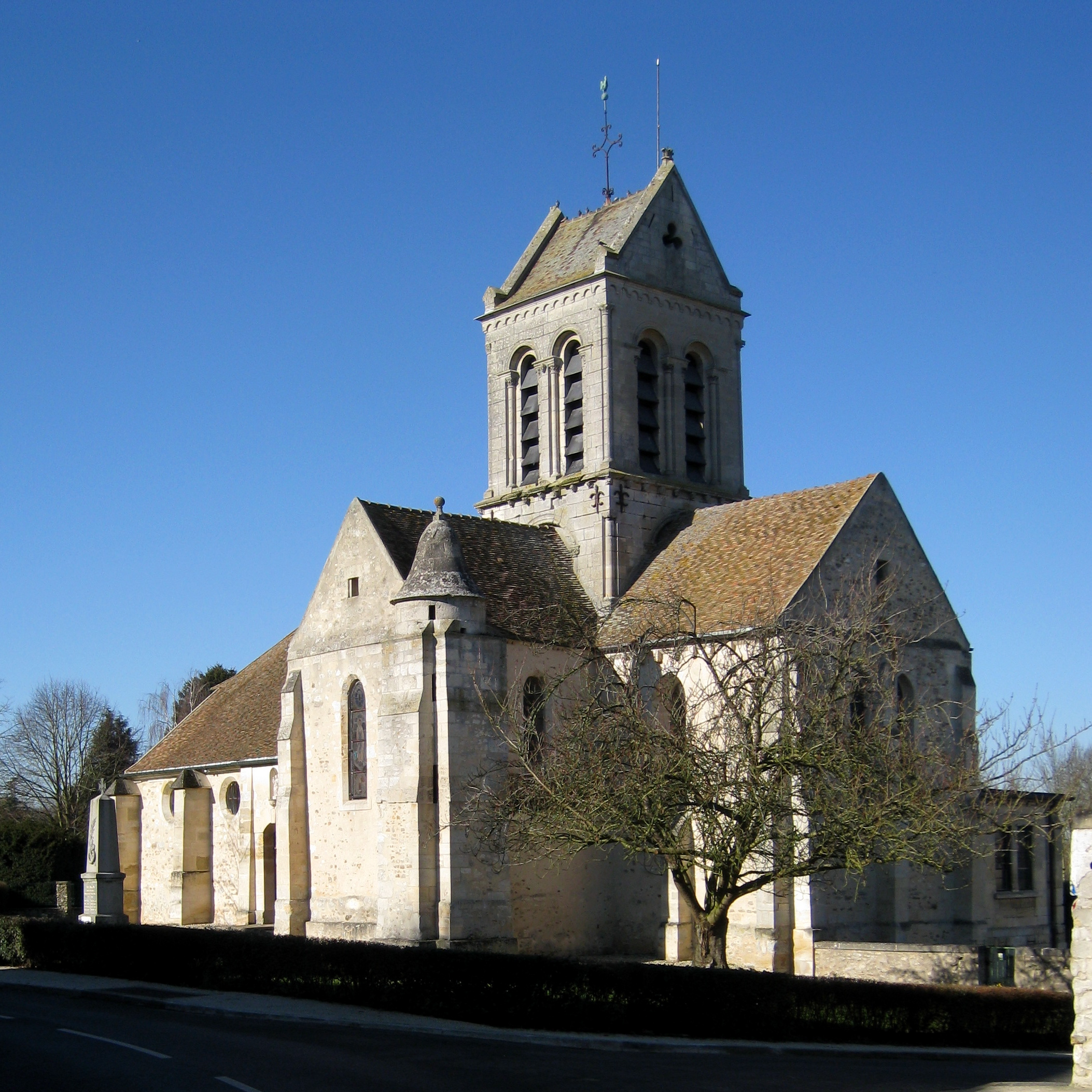
Kirche St-Crépin-St-Crépinien

Die römisch-katholische Kirche St-Crépin-St-Crépinien in Bréançon, einer französischen Gemeinde im Département Val-d’Oise der Region Île-de-France, wurde ab dem 12. Jahrhundert errichtet. Die Kirche ist seit 1980 ein geschütztes Baudenkmal (Monument historique).

## Architektur

Grundriss

Die Patrone der im 12. Jahrhundert begonnenen Kirche sind die christlichen Märtyrer Crispinus und Crispinianus. Die  Kirche ist eine dreischiffige Pseudobasilika mit einem Querhaus und einen einschiffigen rechteckig schließenden Chor aus dem 13. Jahrhundert. Über der Vierung erhebt sich ein zweigeschossiger Turm mit gekuppelten Rundbogenfenstern und eingestellten Säulen an den Ecken. Die Glocke wurde 1587 gegossen.
Ein romanisches Kapitell der Kirche aus dem 12. Jahrhundert wird im Bürgermeisteramt (Mairie) ausgestellt.

## Ausstattung

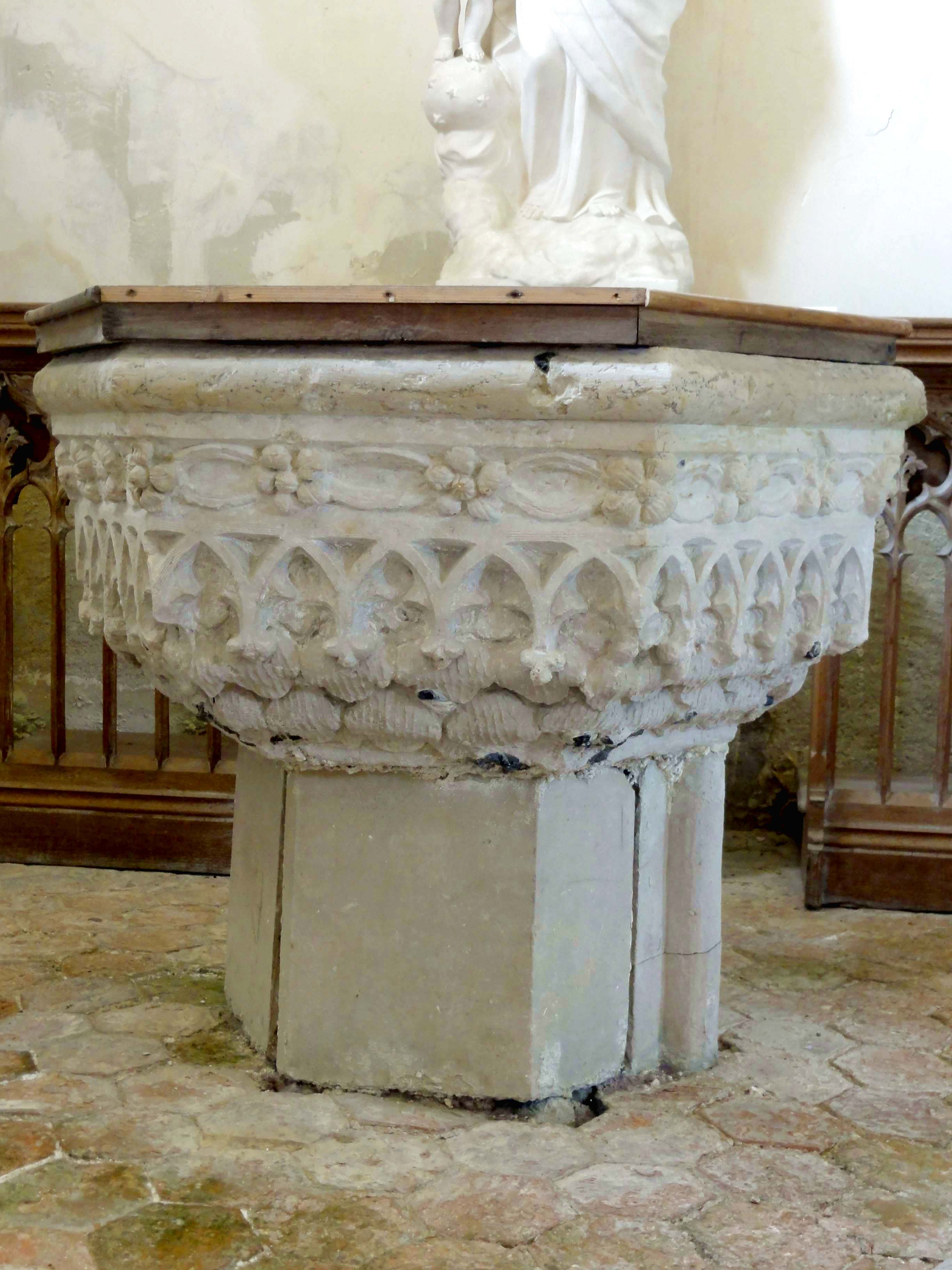
Taufbecken aus dem 16. Jahrhundert

Das Weihwasserbecken aus dem 12. Jahrhundert befindet sich an einer Säule gegenüber dem Eingang. Eine polychrome Skulptur des heiligen Crispinus stammt aus dem 14. Jahrhundert. Das Taufbecken aus dem 16. Jahrhundert wird von Dreipassarkaden und floralen Motiven geschmückt. Das hölzerne Altarretabel aus dem 17. Jahrhundert mit Säulen und Szenen aus dem Neuen Testament ist aufwendig vergoldet.